# Cistanthe
Cistanthe é um gênero botânico da família Montiaceae.

## Espécies
- Cistanthe amarantoides
- Cistanthe ambigua
- Cistanthe anceps
- Cistanthe arancioana
- Cistanthe arenaria
- Cistanthe cabrerae
- Cistanthe calycina
- Cistanthe celosioides
- Cistanthe cephalophora
- Cistanthe coquimbensis
- Cistanthe cymosa
- Cistanthe densiflora
- Cistanthe discolor
- Cistanthe fenzlii
- Cistanthe frigida
- Cistanthe glauca
- Cistanthe grandiflora
- Cistanthe guadalupensis
- Cistanthe humilis
- Cistanthe lingulata
- Cistanthe longiscapa
- Cistanthe macrocalyx
- Cistanthe marítima
- Cistanthe minuscula
- Cistanthe monandra
- Cistanthe monosperma
- Cistanthe paniculata
- Cistanthe parryi
- Cistanthe picta
- Cistanthe pulchella
- Cistanthe pygmaea
- Cistanthe quadripetala
- Cistanthe rosea
- Cistanthe salsolides
- Cistanthe salsoloides
- Cistanthe speciosa
- Cistanthe stricta
- Cistanthe tovarii
- Cistanthe tweedyi
- Cistanthe umbellata
- Cistanthe weberbaueri